# Cryptocephalus australobispinus
Cryptocephalus australobispinus es una especie de insecto coleóptero de la familia Chrysomelidae.
Fue descrita científicamente en 1999 por Riley & Gilbert.